# آداک
آداک (انگلیسی: ADAC) شرکت و کلوب ترابری آلمانی است، که در سال ۱۹۰۳ م تأسیس شد.